# Philygria costalis
Philygria costalis är en tvåvingeart som först beskrevs av Canzoneri och Giuseppe Giovanni Antonio Meneghini 1969.  Philygria costalis ingår i släktet Philygria och familjen vattenflugor. Inga underarter finns listade i Catalogue of Life.